# 热带风暴阿尔玛
热带风暴阿尔玛（英語：Tropical Storm Alma）是有纪录以来形成位置最偏东面的东太平洋热带气旋，于2008年5月29日在哥斯达黎加近海的季风槽内发展形成，是2008年太平洋飓风季首场获得命名的风暴。气象机构起初预计系统会维持在弱热带风暴强度，但气旋却快速增强并发展出风眼，以持续风速每小时100公里的最高强度从莱昂附近登陆尼加拉瓜，成为有纪录以来首场吹袭该国太平洋海岸的热带风暴。哥斯达黎加降下暴雨，引发洪灾和山体滑坡，造成两人死亡，经济损失约3500万美元。尼加拉瓜有3人丧生，其中1人溺毙，2人触电身亡。洪都拉斯还有5人因一次很可能由风暴引起的航空事故丧生，另有1人被洪水卷走导致遇难。

## 气象历史
2008年5月末，多个计算机飓风模型预测中美洲西南方向海域会发展出大规模低气压区。5月26日，加勒比海有大型低压槽经哥斯达黎加一直延伸到东太平洋，形成广阔的低气压区。系统发展出强烈但零散的对流，并且有部分同热带辐合带相关联。由于所在海域的转向气流很微弱，这股扰动天气基本没有移动，其降雨带于5月27日开始组织。系统内起初存在多个气旋式漩涡，其中最强劲的一个位于哥斯达黎加圣荷西西南偏西方向约550公里洋面。系统的组织结构逐渐改善，发展出层次分明的环流和对流结构，美国国家飓风中心因此于协调世界时5月29日凌晨3点将位于哥斯达黎加卡沃布兰科（Cabo Blanco）西北偏西方向约165公里海域的系统归类为第一号热带低气压。
受墨西哥湾的中层高压脊影响，低气压总体保持北上，进入水温较高，风切变很少的海域。气旋内的对流起初很少，并且稀少的雨带也远离中心。气象机构据此认为，系统强度将保持在弱热带风暴标准。但是，低气压很快在中心附近发展出强烈雷暴，还有雨带在系统南部半圆内增长，5月29日下午15点，美国国家飓风中心将位于尼加拉瓜马纳瓜西南方向约85公里洋面的低气压升级成热带风暴，并以“阿尔玛”（Alma）为其命名。虽然之前的预测中认为气旋登陆前只会有小幅强化，但风暴这时的风速已经达到每小时75公里。美国国家飓风中心还在将阿尔玛升级成热带风暴1小时后根据卫星图像和（意为快速散射仪）卫星数据宣布，阿尔玛的风力时速已达到100公里。气旋中有眼状特征形成，周围环绕着非常紧密的环状对流，于5月29日晚上19点以强烈热带风暴强度从莱昂附近登陆尼加拉瓜。阿尔玛登岸后迅速减弱，不过经过洪都拉斯南部山区后还是有小规模雷暴区存在。经过德古斯加巴后，气旋降级成热带低气压，最终于5月30日下午15点在洪都拉斯和危地马拉边境附近退化成低气压区。5月31日，低气压区穿越中美洲进入洪都拉斯湾，在这里催生出热带风暴亚瑟。

## 防灾措施和影响

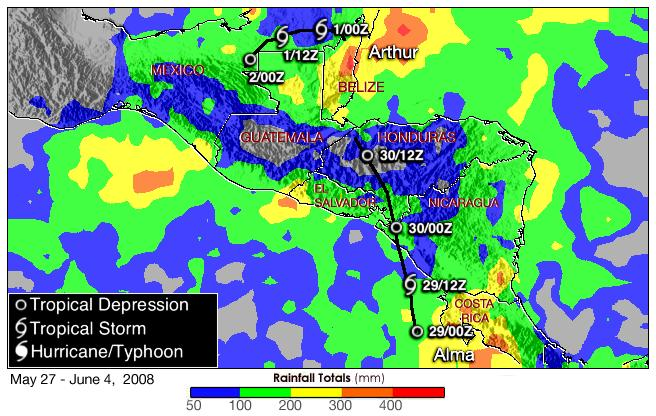
热带风暴阿尔玛和热带风暴亚瑟产生的降水分布

哥斯达黎加政府在美国国家飓风中心发布针对低气压的首份公告时向全国太平洋海岸地区发布热带风暴警告。风暴在登陆约4小时前获名阿尔玛，哥斯达黎加、尼加拉瓜、洪都拉斯和萨尔瓦多4国的所有沿海地区都进入热带风暴警告生效状态。接下来风暴的发展迹象表明阿尔玛的强度会远高于前期预测，尼加拉瓜和洪都拉斯海岸因此进入飓风警告生效状态，气象部门一度预计风暴会升级成飓风。美国国家飓风中心在风暴登岸前发出警告，称系统产生的降水可能高达500毫米，导致泥石流和山洪爆发。哥斯达黎加国家紧急情况委员会在气旋来袭前启用应急避难所，帕里托县有250人被迫逃離家园。尼加拉瓜官员疏散了约5000人，还在风暴过后动员3000名军人协助救灾。
中美洲各地在阿尔玛登陆后普降暴雨，巴拿马西部的戴维市测得的48小时降雨量有141毫米。哥斯达黎加首都圣荷西的48小时降雨量也有78毫米。哥斯达黎加因降雨引起河流洪灾，对17个社区构成威胁。降水还引发大规模泥石流，造成至少8条道路封闭。风暴刮倒树木，还令输电线缆中断，该国有约4万2000人失去供电。哥斯达黎加有两人死亡，经济损失估计有200亿哥斯达黎加科朗（相当于2008年的3500万美元）。
阿尔玛从莱昂登陆尼加拉瓜，该市在风暴过境期间停电，多幢建筑被毁，部分道路受损。狂风导致莱昂省和奇南德加省大部分地区断电。高压电缆被风暴刮断，致使1人触电身亡，还有1人也因类似事故遇难。海上有1人因小船遇上风暴而溺毙。航空公司390号班机在德古斯加巴机场因地面湿滑冲出跑道，机上3名乘客和地面2人死亡，另有80余人受伤。据报道，洪都拉斯还有一名青年女子被汹涌的激流卷走而遇难。

## 纪录和除名

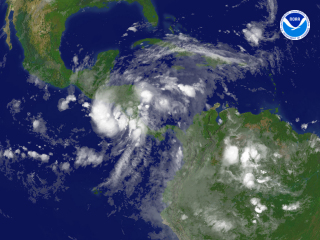
阿尔玛达到热带风暴强度后不久的卫星图像

热带风暴阿尔玛在西经86.5o海域形成，是有纪录以来形成位置最偏东面的太平洋热带气旋。截至2014年，除从大西洋进入太平洋的天气系统外，另外只有7个系统是在西经90o以东发展形成。阿尔玛的登陆点比其它任何太平洋热带气旋都更偏东面，也是唯一登陆尼加拉瓜太平洋海岸的热带气旋。风暴于5月29日形成，2008年由此成为连续第9个有热带气旋在东太平洋形成的年份，刷新又一项纪录。阿尔玛的残留促使大西洋的热带风暴亚瑟形成，但由于阿尔玛的环流一度消散，所以两者从严格意义上不属同一系统。阿尔玛还是最后一场从太平洋进入大西洋的热带气旋，之前一次出现这种情况则要追溯到1989年，飓风科斯梅的残留进入大西洋后发展成热带风暴阿利森。
虽然风暴造成的人员伤亡和财产损失都不算高，但世界气象组织还是将其名称“阿尔玛”除名，以“阿曼达”（Amanda）替换，新名称于2014年首度采用。阿尔玛由此成为继1965年的热带风暴黑兹尔以来首场因造成破坏导致名称除名的热带风暴。。